# جانوسز جول
جانوسز جول (بالبولندية: Janusz Gol)‏ (11 نوفمبر 1985 في بولندا - ) هو لاعب كرة قدم بولندي في مركز الوسط. شارك مع منتخب بولندا لكرة القدم. أما مع النوادي، فقد لعب مع أمكار بيرم وليغيا وارسو وPolonia-Stal Świdnica ‏ ورابطة وارسو ‏ وGKS Bełchatów ‏.

## وصلات خارجية
- جانوسز جول على موقع الاتحاد الأوربي (الإنجليزية)
- جانوسز جول على موقع قاعدة بيانات كرة القدم.إي يو (الإنجليزية)
- جانوسز جول على موقع ناشيونال فوتبول تيمز (الإنجليزية)
- جانوسز جول على موقع Soccerway.com (الإنجليزية)
- جانوسز جول على موقع عالم كرة القدم.نت (الإنجليزية)